# 꿈일기
꿈일기( - 日記, 영어: dream diary, dream journal)는 수면 중에 꾸는 꿈의 내용을 기록한 일기를 말한다. 날마다 꿈을 꾼다고는 할 수 없고, 또한 하루 중에도 낮과 밤에 각각 다른 꿈을 꿀 수도 있기 때문에 반드시 하루에 한 번 단위로 기록하게 되어 있는 일기란 표현이 적합하지 않을 수도 있으나, 편의상 사용한다.
꿈에 대한 기록은 예부터 나타나며, 고대인 또는 다른 문화권에서는 꿈의 내용에 대한 풀이를 매우 중요시하기도 하였다. 예를 들어 아메리카 토착민들은 꿈의 내용을 신의 계시라고 생각하여 자신이 꾼 꿈에 대해 토론하는 문화가 있었다. 한국의 예를 들면, 난중일기를 남긴 이순신의 기록에서는 꿈을 꾼 날에는 그 내용을 간단히 적고 현실에서 일어난 사건에 비추어보아 스스로 해석하는 모습을 보여준다. 근대 들어서는 꿈을 정신분석의 도구 또는 내면세계를 드러내는 정신작용으로 보아 이를 과학의 영역으로 끌어들여 수집하고 출간하게 되어, 꿈일기 또는 꿈기록이 등장하게 되었다.
밤중에 꾸는 꿈 외에 백일몽의 내용을 포함하기도 하며, 꿈에 관한 심리학 연구 등에 중요한 자료로 쓰인다. 또한 최근에 자각몽(루시드 드림)을 실현하기 위한 수단으로 사용하기도 한다. 꿈일기도 인터넷과 온라인 발달과 더불어 웹상의 기록의 형태로 옮겨가 꿈을 다루는 블로그나 웹일기 서비스를 제공하는 곳도 늘었다.

## 같이 보기
- 잠재의식
- 유체이탈
- 아스트랄 프로젝션(영어판)
- 가위눌림
- 전-자각 몽
- 꿈 논쟁(영어판)
- 데카르트의 악마(영어판) (Descartes' demon)
- 나비의 꿈(호접지몽)
  - 장자 (책)
- 매트릭스 (시리즈)